# Karauli
Karauli (tidigare även stavat Karoli eller Kerowlee) är en stad i den indiska delstaten Rajasthan. Staden är centralort i distriktet Karauli och var förr huvudstad i furstestaten Karauli. Vid folkräkningen 2011 hade Karauli 82 960  invånare.

## Historia
Karauli var tidigare del av Matsyas kungarike och leddes av meenas efter 1000-talet. Rajput ockuperade området och styrde det fram till 1947. Staden grundades 1348 av maharajan Arjun Dev Yadav och ligger i ett område naturligt skyddat av raviner från både nord och öst. Tidigare skyddades de övriga gränserna med murar. Maharajans palats består av ett flertal byggnader som dateras till sena 1700-talet. Kasten Yadav dominerar staden.

## Klimat
Karauli har ett subtropiskt torrt klimat, med vinter, sommar och monsunperiod. Den högsta temperaturen uppmäts under sommaren mellan maj och juni, medan den lägsta temperaturen är i januari. Monsunperioden sträcker sig från juli till september. Den högsta temperaturen uppmätt är 49 °C grader medan den lägsta är 5 °C.[källa behövs]